# Geert Keil
Geert Keil (* 27. August 1963 in Düsseldorf) ist ein deutscher Philosoph und Hochschullehrer.

## Leben
Nach dem Studium der Philosophie, Literaturwissenschaft, Sprachwissenschaft und Erziehungswissenschaft an der Ruhr-Universität Bochum und der Universität Hamburg war Geert Keil von 1988 bis 1991 wissenschaftlicher Mitarbeiter an der Universität Hamburg, wo er 1991 promovierte. Danach arbeitete er von 1992 bis 1999 als wissenschaftlicher Assistent an der Humboldt-Universität zu Berlin, wo er sich 1999 habilitierte. Von 2000 bis 2005 war er Heisenberg-Stipendiat der Deutschen Forschungsgemeinschaft, von 2005 bis 2010 Inhaber des Lehrstuhls für Theoretische Philosophie an der RWTH Aachen. Seit 2010 ist er Inhaber des Lehrstuhls für Philosophische Anthropologie an der Humboldt-Universität zu Berlin.
Von 2018 bis 2022 war Keil Präsident der Gesellschaft für Analytische Philosophie. Sein Buch Wenn ich mich nicht irre. Ein Versuch über die menschliche Fehlbarkeit wurde im Jahr 2020 für den Tractatus-Preis nominiert.

## Veröffentlichungen
Monographien
- 1993: Kritik des Naturalismus. Berlin/New York: de Gruyter. ISBN 978-3-11-013865-8.
- 2000: Handeln und Verursachen. Frankfurt am Main: Klostermann. ISBN 978-3-465-03072-0, 2., um ein Vorwort erw. Aufl. 2015. ISBN 978-3-465-04240-2.
- 2002: Quine zur Einführung. Hamburg: Junius. ISBN 978-3-88506-358-2.
- 2007: Willensfreiheit. Berlin/New York: de Gruyter ISBN 978-3-11-019561-3, zweite, überarb. und erweit. Aufl. 2012 ISBN 978-3-11-027947-4, dritte, überarb. und erweit. Aufl. 2017. ISBN 978-3-11-053345-3.
- 2009: Willensfreiheit und Determinismus. Stuttgart: Reclam. ISBN 978-3-15-020329-3, zweite, überarb. Aufl. 2018. ISBN 978-3-15-019524-6.
- 2011: Quine. Stuttgart: Reclam. ISBN 978-3-15-020336-1
- 2019: Wenn ich mich nicht irre. Ein Versuch über die menschliche Fehlbarkeit. Reclam, Ditzingen. ISBN 978-3-15-019639-7.